# Spiagge straniere
Spiagge straniere (Stranger Shores) è una raccolta di saggi di J. M. Coetzee pubblicato in italiano nella traduzione di Paola Splendore presso Einaudi (collana "Saggi" n. 877). Sono saggi per lo più su autori della letteratura, scritti dal 1986 al 1999.

## Titoli dei saggi
- What is a Classic? (Che cos'è un classico?)
- Daniel Defoe
- Samuel Richardson
- Marcellus Emants
- Harry Mulisch
- Cees Nooteboom
- William Gass
- Rainer Maria Rilke
- Franz Kafka
- Robert Musil
- Josef Škvorecký
- Fëdor Dostoevskij
- Joseph Brodsky
- Jorge Luis Borges
- Antonia Susan Byatt
- Caryl Phillips
- Salman Rushdie
- Aharon Appelfeld
- Amos Oz
- Naguib Mahfouz
- Ali Mazrui
- Thomas Pringle
- Daphne Rooke
- Nadine Gordimer
- Ivan Sergeevič Turgenev
- Doris Lessing
- Breyten Breytenbach
- Alan Paton
- Helen Suzman
- Noël Mostert
- Photographs of South Africa (Fotografie del Sudafrica)
- 1995 Rugby World Cup (La coppa del mondo di rugby del 1995)

## Edizioni italiane
- J. M. Coetzee, Spiagge straniere, traduzione di Paola Splendore, collana "Saggi" n. 877, Einaudi, 2006,  p. 168, ISBN 88-06-17229-8.